# Takashi Yamazaki

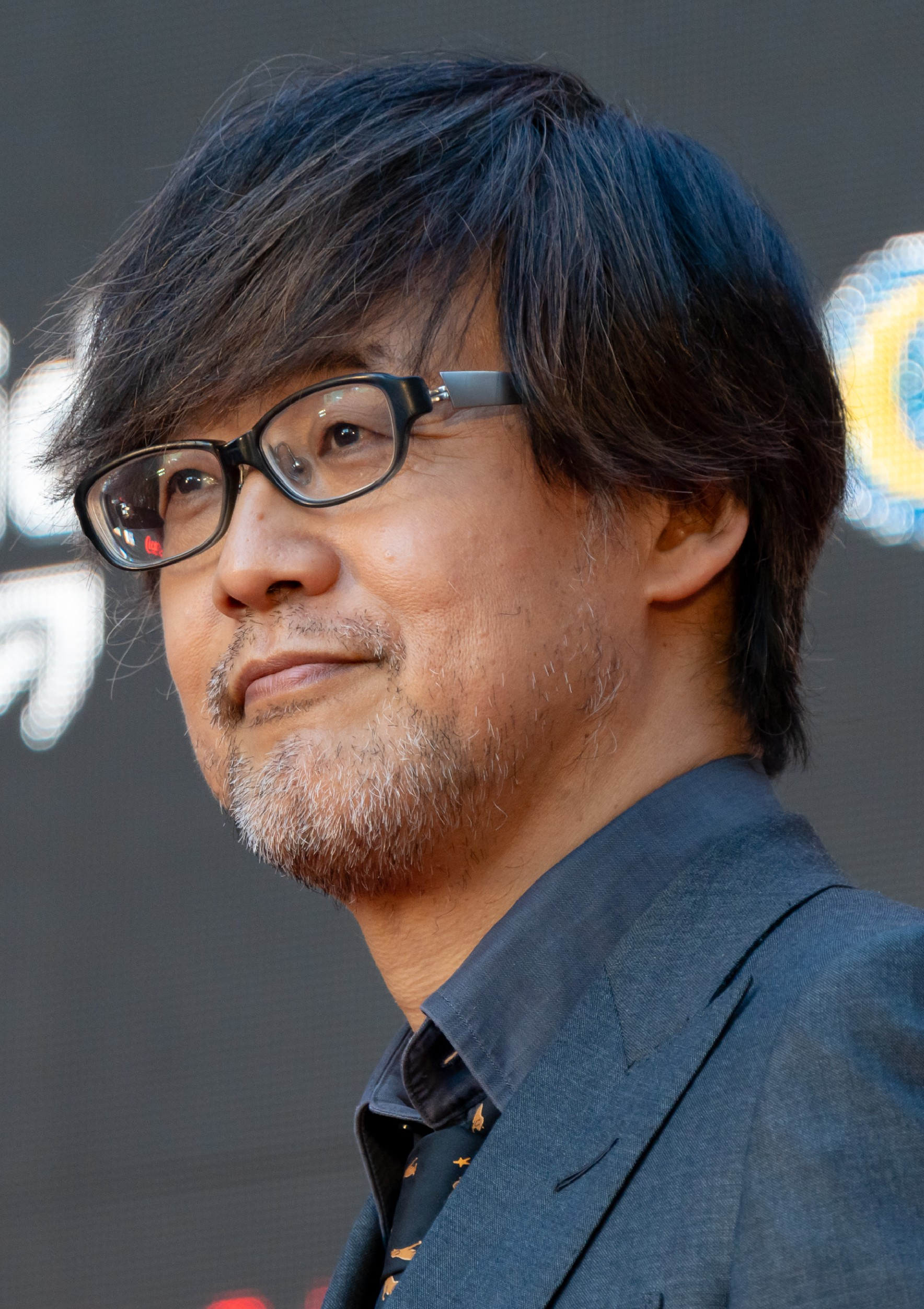
Yamazaki beim Tokyo International Film Festival 2023

Takashi Yamazaki (japanisch: 山崎 貴, Yamazaki Takashi; * 12. Juni 1964 in Matsumoto, Nagano) ist ein japanischer Filmregisseur, Drehbuchautor und Spezialeffektkünstler. Für seinen Film Godzilla Minus One wurde er 2024 mit einem Oscar in der Kategorie Beste visuelle Effekte ausgezeichnet.

## Jugend
Yamazaki begann, sich für Film zu interessieren, als er als Kind und Jugendlicher die japanischen Filme Matango und Die Rückkehr des King Kong sowie die amerikanischen Science-Fiction-Filme Star Wars und Unheimliche Begegnung der dritten Art sah. Mithilfe eines Schulfreundes drehte er in seinem dritten Jahr auf der Shiritsu Shimizu Junior High School in Matsumoto seinen ersten Film auf 8-mm-Film. Dieser Science-Fiction-Kurzfilm namens Glory war für 43 Jahre verloren, bevor er 2022 wiederentdeckt und in der Heimatstadt des Regisseurs aufgeführt wurde.

## Karriere

### 1984–1999: Anfang der Karriere
Ab 1984 arbeitete Yamazaki für Tatsuo Shimamura, für den er Miniaturen baute. Nach seinem Studienabschluss am Asagaya College of Art and Design 1986, wurde er offiziell Mitarbeiter in Shimamuras Animations- und Spezialleffektstudio Shirogumi in Chōfu, Tokio.
Nachdem er an der Serie Eko Eko Azarak und Parasite Eve gearbeitet hatte, begannen Yamazaki und sein Team bei Shirogumi an der Vorproduktion ihres Spielfilms NUE. Das Team verbrachte zwei Jahre mit der Vorbereitung des Projekts in Zusammenarbeit mit Robot Communications und reiste sogar nach Australien, um sich nach möglichen Drehorten umzusehen. Yamazaki kalkulierte, dass er für das Filmprojekt ein recht großes Budget von ¥ 2 Milliarden benötigte, weit über den ¥ 100 Millionen, die Regisseuren für deren Erstprojekte üblicherweise zugestanden wurden. Der Präsident von Robot Communications, Shūji Abe, befand NUE deshalb als zu teuer und forderte Yamazaki auf, das Projekt aufzugeben und sein Regiedebüt in einem kleinere Maßstab zu geben.

### 2000–2007: Erste Spielfilme und Durchbruch
Kurz nachdem er das NUE-Projekt aufgegeben hatte, begann Yamazaki mit der Arbeit an seinem Debüt-Spielfilm Juvenile, bei dem er Regie führte, das Drehbuch schrieb und die visuellen Effekte leitete. Der Science-Fiction-Film Juvenile handelt von einer Gruppe Grundschüler, die einen sprechenden Alien-Roboter finden, als sie im Wald zelten, und herausfinden, dass er ihre einzige Hoffnung ist, um den Planeten von ankommenden bösen Alien-Invasoren zu retten. Ursprünglich sollte Juvenile unter der Regie Yamazakis mit Kameramann Kōzō Shibazaki mit einem Budget von ¥100 Millionen gedreht werden, wobei ¥50 Millionen für die visuellen Effekte von Kiyoko Shibuya unter der Leitung Yamazakis veranschlagt worden waren. Shūji Abe beschloss jedoch, das Budget des Films auf ¥ 450 Millionen zu erhöhen, um es Yamazaki zu ermöglichen, einen ordentlichen Film für die Sommerferien zu drehen. Tōhō vertrieb Juvenile im Juli 2000. Der Film spielte  ¥ 1,1 Milliarden ein, was ihn zum fünfzehnterfolgreichsten japanischen Film des Jahres machten.
Sein nächster Film, der Science-Fiction-Actionfilm Returner (2002) folgte der Geschichte von Milly, einer jungen Frau, die in einer vom Krieg gezeichneten Zukunft lebt und von einem mysteriösen Zeitreisenden namens Miyamoto rekrutiert wird. Der Film wurde von Tōhō ab dem 31. August 2002 vertrieben und wurde im Oktober des Folgejahres auch in den USA veröffentlicht, wurde von den dortigen Kritikern jedoch verrissen. Nach der Veröffentlichung schlug Yamazaki zunächst eine Fortsetzung von Returner vor, Abe forderte ihn jedoch auf, einen Film zu drehen, der in der Shōwa-Zeit spielte.
Yamazaki erzielte seinen Durchbruch, als er Abstand von Science-Fiction-Filmen nahm und sich stattdessen für seinen dritten Film, Always san-chōme no yūhi (2005), einer Adaption von Ryōhei Saigans Mangaserie San-Chōme no Yūhi Yūyake no Uta annahm. Der Film spielt im Tokio des Nachkriegs-Japans, wo der Film die rührende Geschichte der Bewohner der Third Street erzählt: Ryunosuke, ein Schriftsteller vom Land; Norifumi, ein Automechaniker; und Hiromi, der Inhaber einer Sake-Bar. Always san-chōme no yūhi erhielt überwältigend positive Rezensionen und spielte ¥ 3,23 Milliarden ein, was ihn zum fünfzehnterfolgreichsten Film des Jahres in Japan machte. 2005 nannte der Filmkritiker Tadao Satō den Film einen Meilenstein in der Nutzung von Computer-generierten Bildern und lobte Yamazakis Regie. Bei den 29. Japanese Academy Awards gewann der Film 12 Auszeichnungen, unter anderem in den Kategorien Bester Film und Beste Regie.
Yamazakis nächster Film war die Fortsetzung seines erfolgreichen Filmes, Always zoku san-chōme no yūhi, der ebenfalls auf der Mangaserie basierte und bei dem er Regie führte, das Drehbuch gemeinsam mit Ryota Kosawa schrieb und die visuellen Effekte überwachte. Der Film beginnt mit einer imaginären Sequenz eines Angriffs Godzillas auf Tokio, bevor er sich wieder der Geschichte der Bewohner der Third Street widmet. Yamazaki erklärte, dass er ein großer Fan der Godzilla-Filme sei und die Anfangsszene eingebaut hatte, da er mit etwas Frischem beginnen wollte und das Publikum überraschen wollte. Die zwei Minuten, in denen Godzilla zu sehen ist, sorgten für viel Aufwand, die Hälfte der Mitarbeiter arbeitete für sechs Monate an der Szene. Mit der Veröffentlichung am 3. November 2007 wurde Always zoku san-chōme no yūhi Yamazakis erfolgreichster Film und zum dritterfolgreichsten Film des Jahres an den japanischen Kinokassen.

### 2008–2018: Filmadaptionen
Im Jahr 2008 unterstützte Yamazaki seine ehemalige Kommilitonin und zukünftige Ehefrau Shimako Satō bei den visuellen Effekten und dem Drehbuch für deren Action-Film K-20 怪人二十面相・伝. Der Film basiert auf einem Roman von Sō Kitamura und spielt in einer alternativen Realität im Japan der 1940er Jahre. Hauptcharakter ist der mysteriöse, maskierte Antiheld K-20, der die Reichen und Mächtigen ausraubt und Betroffenheit hinterlässt.
2009 arbeitete Yamazaki an den visuellen Effekten für den Film Tsurikichi Sampei von Yōjirō Takita, der auf dem Manga Tsurikichi Sanpei basiert. Außerdem führte er Regie, schrieb das Drehbuch und kreierte die visuellen Effekte für den Liebesfilm Ballad, der auf dem Animationsfilm Kureyon Shinchan: Arashi o Yobu: Appare! Sengoku Daikassen basiert.
Im Oktober 2009 begann Yamazaki mit der Arbeit an seinem ersten Science-Fiction-Film seit 2002: Space Battleship Yamato. Das Drehbuch stammte von seiner Partnerin Shimako Satō. Der Film ist eine Adaption der bekannten Animeserie gleichen Namens. Mit einem geplanten Budget von ¥ 2 Milliarden und CGI für etwa 80 % des Films, wurde ein beispielloser Science-Fiction-Blockbuster erwartet. Tōhō gab allein an Neujahr ¥ 100 Millionen aus, um den Film zu bewerben und sicherzustellen, dass er die Erwartungen entsprach. Space Battleship Yamato wurde im Dezember 2010 in Japan veröffentlicht und nahm ¥ 4,1 Milliarden ein.

### 2018 bis heute: Godzilla und weitere Aktivitäten
Im Juli 2018 wurde die Produktion von Yamazakis nächstem Film Yamato – Schlacht um Japan bekanntgegeben. Der Film basiert auf einem Manga von Norifusa Mita und handelt vom Bau des Schlachtschiffs Yamato, das im Zweiten Weltkrieg versenkt wurde. Der Film erschien im Juli 2019.
Nach der Veröffentlichung von Yamato erhielt Yamazaki vom Tōhō-Vorsitzenden und Filmproduzenten Minami Ichikawa das Angebot, einen Godzilla-Film zu drehen. Der Entschluss zur Zusammenarbeit wurde 2020 während der Coronapandemie getroffen und Yamazaki arbeitete drei Jahre am Drehbuch des Films. Der Film erschien mit dem Titel Godzilla Minus One im November 2023 in den japanischen Kinos und wurde zu einem der gefeiertsten Film der Franchise. Godzilla Minus One wurde der erste japanische Film, der für einen Oscar in der Kategorie Beste visuelle Effekte nominiert wurde.
Im Februar 2024 erklärte Yamazaki, dass er an einem neuen Film arbeitete.

## Filmografie
- 2000: Juvenile (ジュブナイル)
- 2002: Returner – Kampf um die Zukunft (リターナー, engl. Returner)
- 2005: Always san-chōme no yūhi (ALWAYS 三丁目の夕日, engl. Always: Sunset on Third Street)
- 2007: Always san-chōme no yūhi 2 (ALWAYS 続・三丁目の夕日, engl. Always: Sunset on Third Street 2)
- 2009: Ballad (BALLAD 名もなき恋のうた)
- 2010: Space Battleship Yamato (SPACE BATTLESHIP ヤマト)
- 2011: Friends: Mononoke Shima no Naki (Friends: もののけ島のナキ, engl. Mononoke: Naki of Monster Island)
- 2012: Always Sanchōme no Yūhi '64 (ALWAYS 三丁目の夕日'64, engl. Always: Sunset on Third Street '64)
- 2013: Eternal Zero – Flight of No Return (永遠の0)
- 2014: Sutando Bai Mī Doraemon (STAND BY ME ドラえもん, engl. Stand by Me Doraemon)
- 2014: Parasyte (寄生獣)
- 2014: Bump of Chicken: Willpolis 2014
- 2015: Parasyte 2 (寄生獣 完結編)
- 2016: Kaizoku to yoba reta otoko (海賊とよばれた男, engl. Fueled: The Man They Called Pirate)
- 2017: Destiny: The Tale of Kamakura
- 2019: Yamato – Schlacht um Japan (アルキメデスの大戦)
- 2019: Doragon Kuesuto Yua Sutōrī (ドラゴンクエスト ユア・ストーリー, engl. Dragon Quest: Your Story)
- 2019: Lupin III.: The First (ルパン三世 THE FIRST)
- 2020: Stand by Me Doraemon 2 (STAND BY ME ドラえもん 2)
- 2021: It's a Flickering Life
- 2022: Ghost Book Obakezukan
- 2023: Godzilla Minus One (ゴジラ-1.0)

## Auszeichnungen (Auswahl)
Japanese Academy Award
- 2006: Auszeichnung in der Kategorie Bester Film für Always san-chōme no yūhi
- 2006: Auszeichnung in der Kategorie Beste Regie für Always san-chōme no yūhi
- 2006: Auszeichnung in der Kategorie Bestes Drehbuch für Always san-chōme no yūhi
- 2008: Nominierung in der Kategorie Bester Film für Always zoku san-chōme no yūhi
- 2008: Nominierung in der Kategorie Beste Regie für Always zoku san-chōme no yūhi
- 2008: Nominierung in der Kategorie Bestes Drehbuch für Always zoku san-chōme no yūhi
- 2013: Nominierung in der Kategorie Bester Animationsfilm für Friends: Mononoke Shima no Naki
- 2015: Auszeichnung in der Kategorie Bester Film für Eternal Zero – Flight of No Return
- 2015: Auszeichnung in der Kategorie Beste Regie für Eternal Zero – Flight of No Return
- 2015: Nominierung in der Kategorie Bestes Drehbuch für Eternal Zero – Flight of No Return
- 2015: Auszeichnung in der Kategorie Bester Animationsfilm für Stand by Me Doraemon
- 2020: Nominierung in der Kategorie Bester Animationsfilm für Lupin III.: The First
- 2024: Auszeichnung in der Kategorie Bester Film für Godzilla Minus One
- 2024: Nominierung in der Kategorie Beste Regie für Godzilla Minus One
- 2024: Auszeichnung in der Kategorie Bestes Drehbuch für Godzilla Minus One

Mainichi Eiga Concours
- 2006: Auszeichnung mit einem Technical Award für das VFX-Team für Always san-chōme no yūhi
- 2006: Auszeichnung mit einem Readers' Choice Award als Bester japanischer Film für Always san-chōme no yūhi
- 2024: Nominierung in der Kategorie Japanischer Film mit einer hervorragenden Qualität für Godzilla Minus One
- 2024: Nominierung in der Kategorie Beste Regie für Godzilla Minus One

Yokohama Eigasai
- 2006: Auszeichnung in der Kategorie Beste Technik für Always san-chōme no yūhi

Asian Film Award
- 2008: Nominierung in der Kategorie Beste visuelle Effekte für Always zoku san-chōme no yūhi
- 2011: Nominierung in der Kategorie Beste visuelle Effekte für Space Battleship Yamato
- 2015: Nominierung in der Kategorie Beste visuelle Effekte für Parasyte
- 2024: Auszeichnung in der Kategorie Beste visuelle Effekte für Godzilla Minus One

Blue Ribbon Award
- 2013: Nominierung in der Kategorie Bester Film für Eternal Zero – Flight of No Return
- 2024: Auszeichnung in der Kategorie Bester Film für Godzilla Minus One
- 2024: Nominierung in der Kategorie Beste Regie für Godzilla Minus One

Chicago Film Critics Association Awards
- 2023: Auszeichnung in der Kategorie Beste visuelle Effekte für Godzilla Minus One

Critics’ Choice Movie Award
- 2024: Nominierung in der Kategorie Bester fremdsprachiger Film für Godzilla Minus One

Oscarverleihung
- 2024: Auszeichnung in der Kategorie Beste visuelle Effekte für Godzilla Minus One